# Florae Africae Australioris Illustrationes Monographicae
Florae Africae Australioris Illustrationes Monographicae (abreviado Fl. Afr. Austral. Ill.) es un libro con ilustraciones y descripciones botánicas que fue escrito por el botánico alemán Christian Gottfried Daniel Nees von Esenbeck. Fue publicado en el año 1841 y reeditado en el año 1853 con el nombre de Agrostographia capensis.